# Bazilika svetega Saturnina, Toulouse
Bazilika svetega Saturnina, tudi bazilika svetega Sernina (okcitansko Basilica de Sant Sarnin de Tolosa) je cerkev v Toulousu v Franciji in nekdanja samostanska cerkev samostana sv. Sernina ali sv. Saturnina. Razen cerkve ni nobenih ostankov samostana. Sedanja cerkev je na mestu starejše bazilike iz 4. stoletja, ki je vsebovala truplo svetega Saturnina, prvega toulouškega škofa iz okoli leta 250. V grobem zgrajena v romanskem slogu med letoma 1080 in 1120, nato pa se gradnja nadaljevala, je največja preostala romanska stavba v Evropi, če ne celo na svetu . Cerkev je še posebej znana po kakovosti in količini romanskih skulptur. Leta 1998 je bila bazilika vpisana na seznam Unescove svetovne dediščine pod naslovom: Routes of Santiago de Compostela: Camino Francés and Routes of Northern Spain (Poti v Santiago de Compostela: Camino Francés in poti severne Španije).

## Zgodovina
Samostan sv. Sernina je bil ustanovljen že davno. Sveti Silvij, škof v Toulousu, je začel graditi baziliko proti koncu 4. stoletja .
Njegov pomen se je močno povečal, potem ko mu je Karel Veliki (vladal 768–800) podaril več relikvij, zaradi česar je postal romarjem pomembna postaja na poti v Santiago de Compostela in tudi sam kot romarski kraj. Velikost sedanje stavbe in obstoj ambulatorija lahko odražata potrebo po sprejemu vse večjega števila romarjev.
Težavnost določitve natančne kronologije gradnje in dokončanje njegovih skulptur je povzročila številne težave. Vsaj že v 1010-ih je škof Pierre Roger oddal del darov za morebitno obnovo karolinške cerkve . V desetletju 1070-ih in najpozneje do 1080 so kanoniki sv. Sernina sprejeli vladavino sv. Avguština in se postavili pod neposreden nadzor Svetega sedeža . Kljub temu obstajata le dva trdna datuma, ki se nanašata neposredno na samo cerkev in celo ta povzročata določene težave. 24. maja 1096 je papež Urban II. posvetil oltar še vedno v veliki meri nedokončane stavbe . Čeprav je bilo v tem času že veliko poskusov določitve dokončanja gradnje, je največ, kar lahko z gotovostjo rečemo, da je leto 1096 trden terminus ante quem. Se pravi, gradnja se je morala začeti vsaj nekaj let pred tem datumom.
Drugi trden datum je 3. julij 1118, smrt sv. Rajmonda Gajrarda, kanonika in opata kapitlja. Življenje svetnika iz 15. stoletja navaja, da je zgradbo prevzel, potem ko je bil del cerkve dokončan in da je že do smrti »zidove pripeljal vse do konca oken. .. ». Žal je bilo življenje napisano veliko kasneje, približno tristo let po dogodkih, ki jih opisuje in ker so bili pri gradnji cerkve vključeni vsaj trije različni Rajmondi, je biograf lahko zmešal elemente iz življenja od vseh treh.
Kadar koli se je začela, se zdi, da je gradnja cerkve napredovala s prekinitvami, saj obstajajo fizični dokazi o več motnjah v gradnji. Zgoraj navedeni literarni dokazi kažejo, da je gradnja potekala od vzhoda proti zahodu in res je videti, da je najzgodnejši del zunanjih sten južni, spodnji del ambulatorija in pripadajoče kapele. Zidovi v tem delu so zgrajeni iz opeke in kamna, z večjim deležem kamna kot drugje v stavbi. Ko se je gradnja nadaljevala, jo je jasno zaznamoval vse večji delež opeke, značilnega gradbenega materiala Toulousa. Medtem ko obstaja temeljni dogovor o izhodišču, je razlaga naslednjih arheoloških dokazov podvržena različnim mnenjem. Najzgodnejši sistematični pregledi so po obnovi Viollet-le-Duca ugotovili, da so bile tri večje gradbene faze .
Z nedavnimi raziskavami so ugotovili štiri velike gradbene faze . Najzgodnejši del se začne z apsido in vključuje kor in ves transept pod nivojem galerije, vključno s Porte des Comtes na južni strani transepta. Drugo stopnjo zaznamujejo zidovi transepta, ki so zaključene z izmeničnimi vrstami opeke in kamna. Ta sprememba je vzporedna tudi s spremembo sloga notranje okrasitve kapitelov. Ta prelom se najbolj kaže v opornikih transepta, ki se spreminjajo od trdnega kamna na dnu do pasov iz opeke in kamna na vrhu, spremembe, ki se pojavljajo na različnih ravneh okoli transepta, vendar na splošno glede na nivo tal v galeriji. Nato sledi še en prelom med vzhodnim delom cerkve - vključno s transeptom in prvimi oboki same ladje - in preostankom ladje. Mešanica opeke in kamna je nadomeščena pretežno z opečno tehniko s kamnitimi vogali in kamnitimi okenskimi okvirji. Ta tretja faza obsega steno, ki obdaja celotno ladjo, vključno z zahodnim vhodom in se konča tik pod okni galerije. Med četrto fazo je bil dokončan preostanek ladje v opeki s skoraj nič kamna.
Tloris samostanske cerkve je bil uporabljen tudi pri gradnji stolnice Santiago de Compostela, »ki se je začela leta 1082, preveč neposredna kopija, ki jo je naredil kateri koli arhitekt sv. Sernina ali njegov priljubljeni učenec«, a končana mnogo prej.
Leta 1860 je Eugène Viollet-le-Duc obnovil cerkev , vendar se njegove spremembe trenutno odstranjujejo, da bi povrnili prvotni videz.

## Opis
Kljub temu, da se imenuje bazilika, sv. Saturnin na nekaj načinov odstopa od tlorisa bazilike zgodnjekrščanske arhitekture. V primerjavi z zgodnejšimi cerkvami je veliko večja, v dolžino meri 104. Prav tako je zgrajena večinoma iz opeke. Stavba ima obliko križa. Stropi so obokani, za razliko od mnogih starejših cerkva. Ima venec kapel v ambulatoriju, ki so bile uporabljene za prikaz pomembnih relikvij. Drugo odstopanje od starejših krščanskih cerkva je dodajanje ambulatorija in pohodne poti, ki poteka okoli glavne in stranskih ladij, da bi omogočili ogled venca kapel (kar so romarji lahko storili, ko je potekala maša, ne da bi prekinjali slovesnost). Zaradi teh in drugih razlogov se za sv. Saturnina pogosto reče, da sledi romarskemu tlorisu namesto tradicionalnemu tlorisu bazilike.

### Zunanjost
Na zunanjosti je najbolj viden zvonik, ki stoji neposredno nad križanjem ladje in transeptov. Razdeljen je na pet stopenj, od tega spodnje tri z romanskimi loki izvirajo iz 12. stoletja, zgornje pa iz 13. stoletja (okrog 1270). Kapo so dodali v 15. stoletju. Zvonik je rahlo nagnjen proti zahodni smeri, zato se zdi, da je iz določenih pogledov streha zvonika, katere os je pravokotna na tla, nagnjena k samemu stolpu.
Apsida je najstarejši del stavbe, zgrajena v 11. stoletju, sestavljena pa iz devetih kapelic, petih iz apside in štirih v transeptih.
Zunanjost je še posebej znana po dveh vratih, Porte des Comtes in Porte Miègeville. Nad Porte des Comtes je upodobljena zgodba Bogataš in ubogi Lazar. Bogataši v peklu se vidijo nad osrednjim stebrom. Vrata dobijo ime po bližnji niši, v kateri se hranijo ostanki štirih grofov iz Toulousa. Porte Miègeville so znana po prefinjeni skulpturi nad vhodom: Kristusov vnebohod, obdan z angeli, je osrednja figura na enem najstarejših in najlepših timpanonov v romanski arhitekturi (okoli 1115).
- Porte Miègeville
- Rezbarije v timpanonu
- Sv. Peter
- Sv. Jakob
- Dva pastirja upijata leva
- Kralj David igra na rebek
- Čarovnik Simon, demoni in rojstvo trte
- Pokol svetih nedolžnih
- Oznanjenje in obiskovanje Device Marije
- Adam in Eva sta bila pregnana iz rajskega vrta

### Notranjost
Notranjost bazilike meri 115 x 64 x 21 metrov, zaradi česar je prostor za romansko cerkev ogromen. Glavna ladja je obokana; štiri stranske ladje imajo rebraste oboke in so podprti s oporniki. Neposredno pod stolpom in transeptom je marmornat oltar, ki ga je leta 1096 posvetil papež Urban II., zasnoval pa ga je Bernard Gelduin.
Tako kot sveti Saturnin je tu pokopan tudi sveti Honorat iz Arlesa. Kripta vsebuje relikvije mnogih drugih svetnikov.
V baziliki je tudi velike tri manualne orgle Cavaillé-Colla (4. februar 1811 – 13. oktober 1899), zgrajene leta 1888. Skupaj z instrumentom Cavaillé-Colla v Saint-Sulpicu v Parizu in cerkvijo St. Ouen v Rouenu veljajo za ene od najpomembnejših orgel v Franciji.
- Marornat relief
- Poprsje Ludvika Toulouškega
- Ladja
- Prižnica
- Kapela Križanja
- Severni transept
- Krstilnik
- Tloris